# Ciudad Universitaria de Córdoba

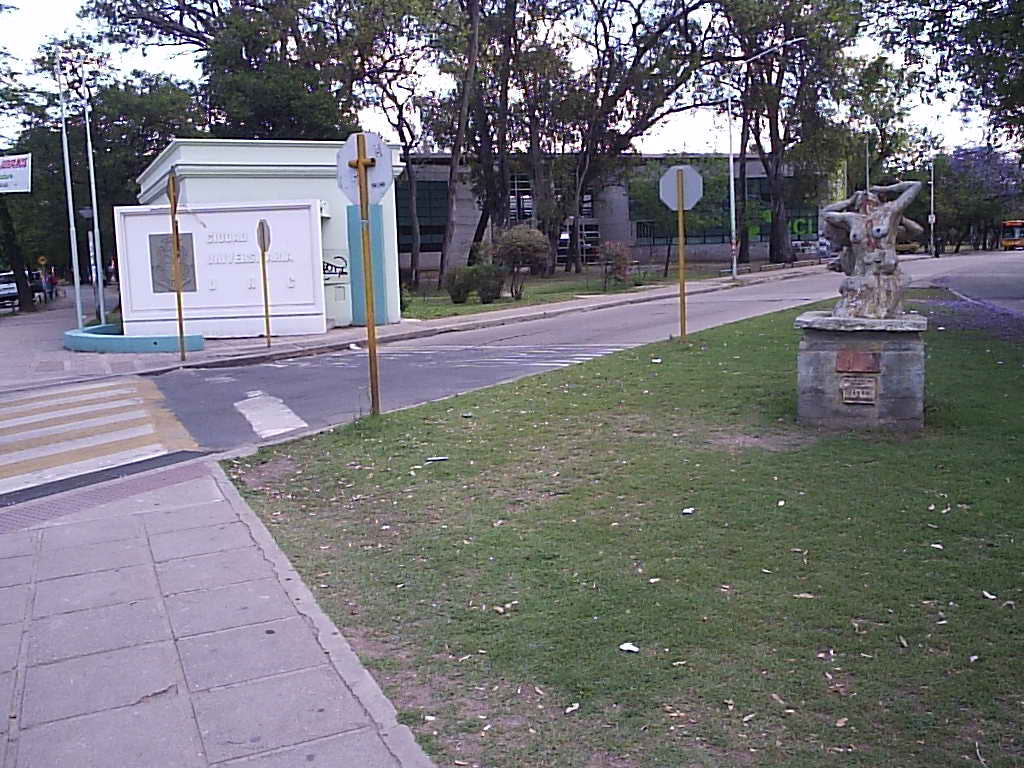
Entrada a Ciudad Universitaria.

La Ciudad Universitaria de Córdoba es un predio de 1.115 hectáreas en la Ciudad de Córdoba, Argentina, donde se ubica la Universidad Nacional de Córdoba y la Universidad Tecnológica Nacional.  Se encuentra en la zona centro-sur de la ciudad de Córdoba y próximo al parque Sarmiento.
En la Ciudad Universitaria se encuentran la mayoría de las facultades de la Universidad Nacional de Córdoba, así como sus respectivos Laboratorios y Centros de Investigación. En el campus también se encuentran dependencias como el Laboratorio de Hemoderivados, el Instituto Superior de Investigación y Servicios de Recursos Hídricos, el Banco de Sangre y el Instituto Multidisciplinario de Biología Vegetal.

## Pabellones

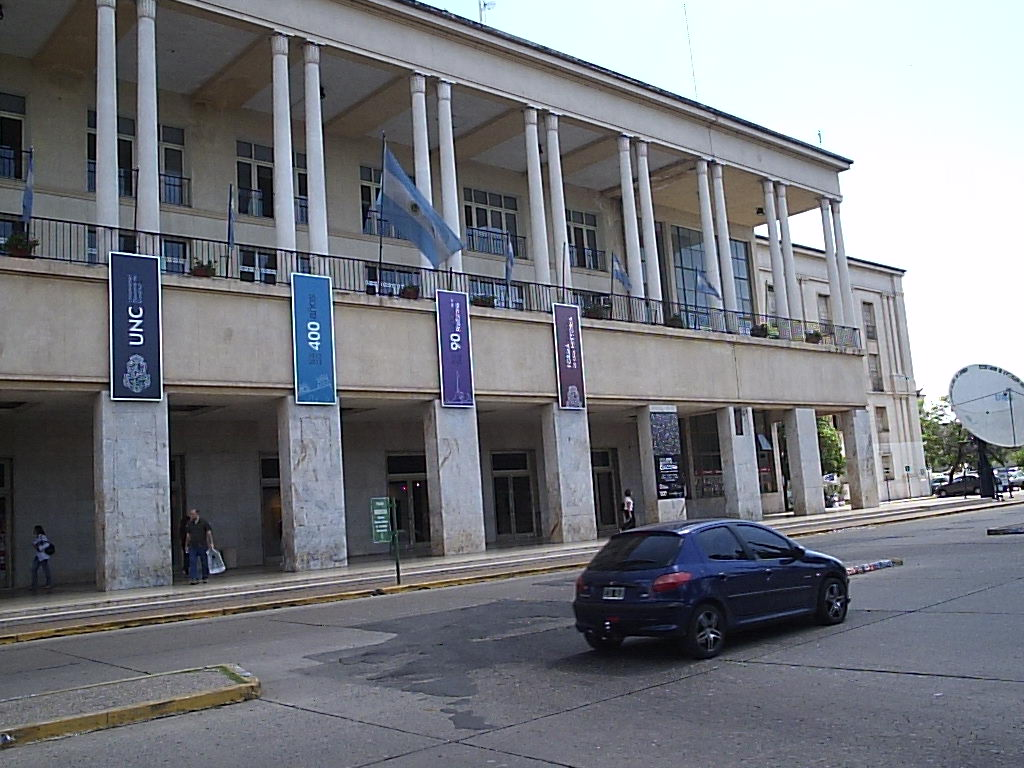
Pabellón Argentina, uno de los más importantes, destinado a actividades culturales y académicas.

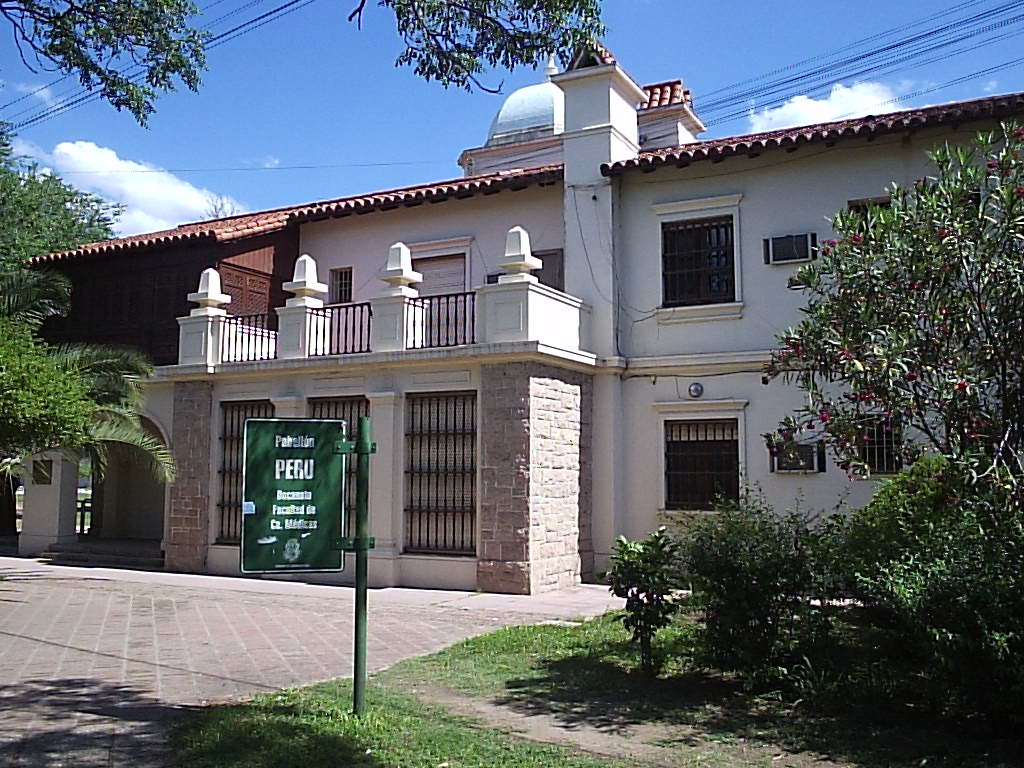
Pabellón Perú, asignado a la Facultad de Ciencias Médicas.

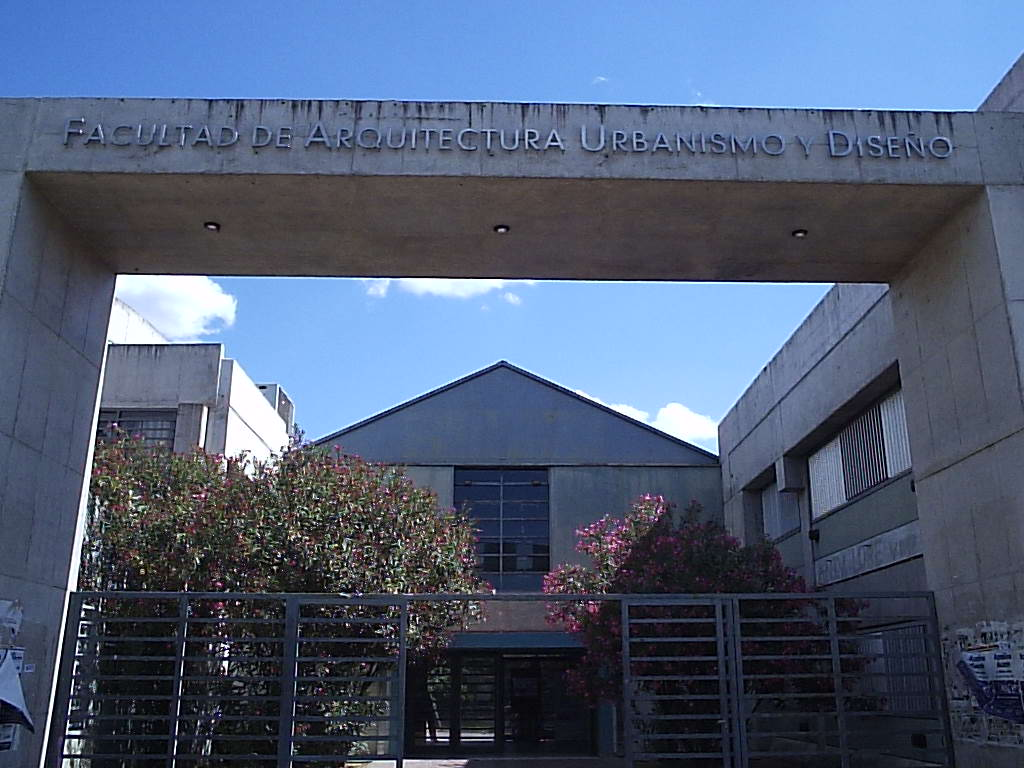
Facultad de Arquitectura, Urbanismo y Diseño

En el Pabellón Argentina (el más grande), se encuentra la sede principal del Rectorado, junto a las secretarías de Extensión, Relaciones Institucionales, Posgrado y Asuntos Académicos. En este pabellón se encuentran además la Sala de las Américas, que es un recinto con capacidad para 1200 personas donde se realizan actos académicos y espectáculos artísticos, y el salón de actos, con capacidad para 400 personas, el Comedor Universitario, dependencias de las 15 facultades y áreas que dependen de otras unidades académicas.
La sala de sesiones del Consejo Superior, junto a las oficinas de la Secretaría General del Rectorado, se hallan ubicadas en un edificio en las adyacencias del Pabellón Argentina. Completan este espacio, el salón Claustrorum, algunas aulas para el dictado de clases y salas de computación.
Otros pabellones son: Perú, Chile, Granero, Brujas, España, México, Gris, Residencial, Verde, Francia, Francia anexo.

## Historia

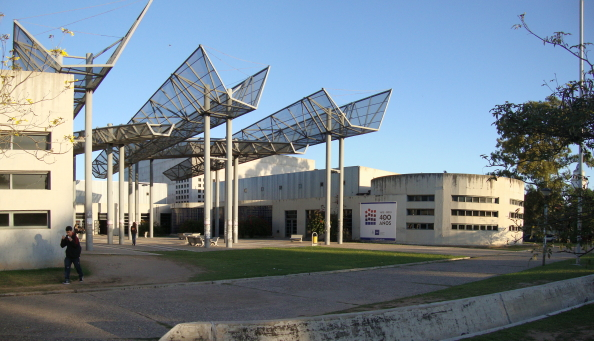
Claustrorum, sede del Rectorado inaugurada en 1999.

La idea de ubicar a todas las facultades de la UNC en un mismo predio alejado del centro, fue esbozada por primera vez en 1909, cuando el gobierno nacional aprobó un contrato por 20 mil pesos con el arquitecto Juan Kronfuss, para proyectar la Ciudad Universitaria de Córdoba en un predio de 10 hectáreas- Según el proyecto de Kronfuss, la Ciudad Universitaria estaría compuesta por una gran masa edilicia donde se ubicarían el Colegio Nacional, Seminario, Facultad de Derecho, edificio de administración, secciones de arquitectura, ingeniería civil, mecánica, ciencias naturales, Facultad de Medicina, edificio de anatomía, secciones de química y de física. Además, contaría con un gran patio de honor y una avenida que separaría al predio en dos sectores. No obstante las visitas de Kronfuss y la confección de su proyecto, debido a algunas desavenencias entre las autoridades nacionales, locales y universitarias, la construcción de la Ciudad Universitaria en Córdoba se concretaría cuarenta años después. 
El terreno en el que actualmente está emplazada la Ciudad Universitaria perteneció originalmente a la Escuela Práctica de Agricultura y Ganadería de la Nación, una institución modelo creada en 1899, durante la presidencia de Julio A. Roca, y que recién en 1949 fue trasladada definitivamente a la ciudad de Bell Ville. En 1902 comenzaron las clases de agricultura en este predio, donde se habían erigido algunas construcciones. El actual pabellón Brujas fue acondicionado como vivienda del director de la institución.
La Cabaña, el Brujas, el Gris, el Granero -que fue demolido- y el edificio que actualmente ocupa el Centro de Investigaciones Acústicas y Luminotécnicas (Cial), de la Facultad de Arquitectura, son las construcciones más antiguas que se conservan en la Ciudad Universitaria. También de esa época subsiste la laguna de los patos, que fue remodelada en diferentes oportunidades hasta adquirir su fisonomía actual.
Mientras la Universidad iniciaba los primeros trámites para la obtención de los terrenos señalados y se realizaban los primeros intentos de planificación, en 1949 el gobierno provincial había iniciado conversaciones con la Fundación Eva Perón, con el fin de darle un destino a las tierras que había desocupado la Escuela de Agricultura, tras ser trasladada a Bell Ville. En el acto de escrituración, llevado a cabo el 21 de julio de 1952, la provincia cedió a la Fundación dos parcelas de terreno: Una estaba compuesta de 12 hectáreas, en la que la Fundación debía construir en el término de cinco años el Hogar de Ancianos (luego Casa de Gobierno) y el Hogar Escuela de Niños (hoy Hogar Escuela Pablo Pizzurno) y en la otra, de 70 hectáreas, debía levantarse la ‘Ciudad Universitaria Estudiantil’ en un plazo de tres años. 
A pesar de las voces críticas y de las tensiones con las autoridades universitarias, la Fundación continuó con su plan y solicitó ayuda al Ministerio de Obras Públicas de la Nación, que encargó el diseño del proyecto al arquitecto porteño Jorge Sabaté. El plan general de la Ciudad Universitaria comprendía la construcción de una serie de pabellones, que se sumaban a los viejos, aunque reparados, edificios de la antigua Escuela de Agricultura. Se los denominó con el nombre de países como España, México, Francia, Chile, Perú y el Presidencial. Además de los pabellones construidos, se proyectaron los edificios de Italia, Alemania, Holanda, Escandinavia, Estados Unidos, Brasil e Inglaterra que nunca llegaron a concretarse. 
Producida la Revolución Libertadora en 1955, y bajo los lineamientos de la nueva dictadura, se desarticuló el proyecto de la “Ciudad Universitaria Estudiantil”, ideado por los peronistas. Finalmente, el 3 de septiembre de 1957, la Universidad recibió los ocho pabellones edificados: Perú, Chile España, México, Francia, Profesores, Administración y Esparcimiento. Sin embargo, hubo que esperar hasta 1960, para que finalmente el gobierno provincial, a cargo de Arturo Zanichelli, aprobara la donación de los terrenos fiscales provinciales a la Universidad. Asimismo, se traspasaron los viejos edificios que integraban la ex Escuela de Agricultura y 82 hectáreas de terreno.
La Universidad Nacional comenzó la construcción de nuevos edificios, como la Facultad de Ciencias Económicas (1965) y la extensión de la Facultad de Ciencias Exactas, Físicas y Naturales (1968-1972), diseñadas por el estudio de los arquitectos Taranto, Díaz, Hobbs y Revol, cuyos volúmenes compactos son acentuados por el uso del hormigón armado y parasoles, mostrando una modernidad de influencia brutalista.
En las últimas décadas, el arquitecto Miguel Ángel Roca diseñó en esta área, además del edificio para sede del Consejo Superior llamado “Claustrorum”, una serie de facultades que se distinguen por su versatilidad y riqueza, expresadas en la contundencia tectónica de sus volúmenes posmodernos, integrados al parque que los rodea.

## Edificios
| Foto | Facultad                                                 |
| ---- | -------------------------------------------------------- |
|      | Facultad de Arquitectura, Urbanismo y Diseño             |
|      | Facultad de Artes                                        |
|      | Facultad de Ciencias Agropecuarias                       |
|      | Facultad de Ciencias Económicas                          |
|      | Facultad de Ciencias Exactas, Físicas y Naturales        |
|      | Facultad de Ciencias Médicas                             |
|      | Facultad de Ciencias Químicas                            |
|      | Facultad de Derecho                                      |
|      | Facultad de Ciencias de la Comunicación                  |
|      | Facultad de Ciencias Sociales                            |
|      | Facultad de Filosofía y Humanidades                      |
|      | Facultad de Lenguas                                      |
|      | Facultad de Matemática, Astronomía, Física y Computación |
|      | Facultad de Odontología                                  |
|      | Facultad de Psicología                                   |